# Compromis nationaliste

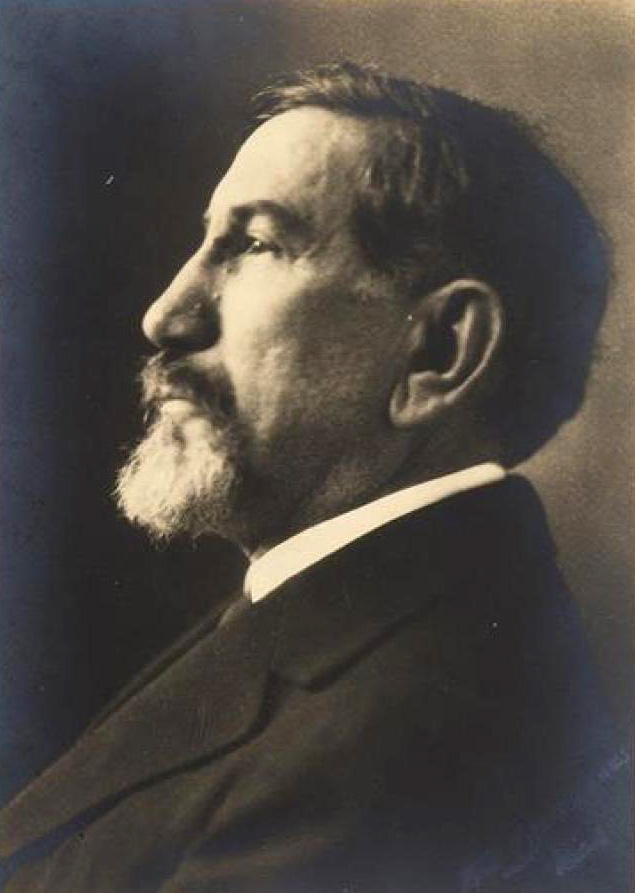
Charles Maurras (1868-1952), auteur du concept de compromis nationaliste.

Le compromis nationaliste est un concept forgé par Charles Maurras désignant une alliance circonstancielle tactique avec des courants différents sur des questions précises.

## Présentation

### Notion maurrassienne
Cette notion découle en termes de pratique du « politique d'abord » maurrassien. En effet, durant l'intervalle de temps entre la défaite de la République et l'instauration d'une monarchie en France, Charles Maurras défend le nationalisme français. Dès lors, il accepte deux types de compromis :

« [...] l'un en dehors du camp national, avec les républicains conservateurs, qui permit en 1919 l'élection de Léon Daudet à la Chambre avec les voix du Bloc national ; l'autre entre les familles du nationalisme, qui divergent sur la forme de l'État, sur la question religieuse, sur l'économie. »

Pour Michel Hubault, dirigeant de Chrétienté-Solidarité, le compromis nationaliste repose sur trois conditions : « la franchise entre les parties ; l'accord sur l'essentiel, la sauvegarde de la nation française ; quelles que soient les convictions religieuses de chacun, la reconnaissance du rôle essentiel joué par le catholicisme dans la construction de la civilisation française ».
D'après Pierre Lafarge, Charles Maurras appelle à un compromis nationaliste intellectuel dans la conclusion de L'Avenir de l'intelligence publié en 1905.

« Devant cet horizon sinistre, l’Intelligence nationale doit se lier à ceux qui essayent de faire quelque chose de beau avant de sombrer. Au nom de la raison et de la nature, conformément aux vieilles lois de l’univers, pour le salut de l’ordre, pour la durée et les progrès d’une civilisation menacée, toutes les espérances flottent sur le navire d’une Contre-Révolution. »

Lors de la Première Guerre mondiale, Charles Maurras devient un temps l'allié du régime républicain au nom du compromis nationaliste de sorte que la France reste la France. Il soutient l'ensemble des gouvernements qui mènent la guerre.

### Au Front national
Lorsque les néofascistes d'Ordre nouveau créaient le Front national (FN), l'historien Nicolas Lebourg y voit une stratégie directement inspirée du « compromis nationaliste maurrassien, mais dans une version redéfinie par Dominique Venner » mais surtout par François Duprat et son Manifeste nationaliste révolutionnaire,. La stratégie nationaliste révolutionnaire consiste alors à créer un mouvement unitaire électoraliste capable de notabiliser et élargir le spectre de diffusion des idées « au-delà des cercles groupusculaires initiaux ».
La formule est couramment utilisée pour mettre en exergue la nécessité de rassembler les patriotes. Au Front national, cette notion est employée « pour qualifier la période de rassemblement des groupes divers au sein du FN du début des années 1980 à la scission de 1998 ».
En 2011, Louis Aliot, nommé secrétaire général du FN en 2005, délivre sa propre conception : « le compromis nationaliste ça ne concerne pas les nazis, c’est sur le programme »,.